# Porträt Vera Repin
Porträt Vera Repin ist der heutige Titel eines Gemäldes, das die russische Künstlerin Marianne von Werefkin 1881 malte. Das Werk ist Eigentum der Privatstiftung Schloßmuseum Murnau (PSM). Es befindet sich als Leihgabe in Murnaus Schloßmuseum und trägt die Inventarnummer 11664.

## Technik, Maße, Signatur und Datierung
Bei dem Gemälde handelt es sich um eine Ölmalerei auf Leinwand, 89,6 × 58,3 cm. Das Bild ist unten rechts in kyrillischer Schrift signiert und „18 3/V 81“ (3. Mai 1881) datiert.

## Ikonografie
Dargestellt ist Vera Alexejewna Repina (1855–1917), Repins erste Frau bis 1887. Sie war die Tochter des Architekten Alexei Iwanowitsch Schewzow, „eines Mitglieds der Architekturakademie in Petersburg“. Repin lernte seine Frau 1865 kennen, als sie „noch ein kleines Mädchen war.“ 1872 heiratete er die Petersburgerin. Zum Zeitpunkt als Werefkin Repins Frau porträtierte, war sie Mutter von drei Kindern.

## Rembrandtzeit

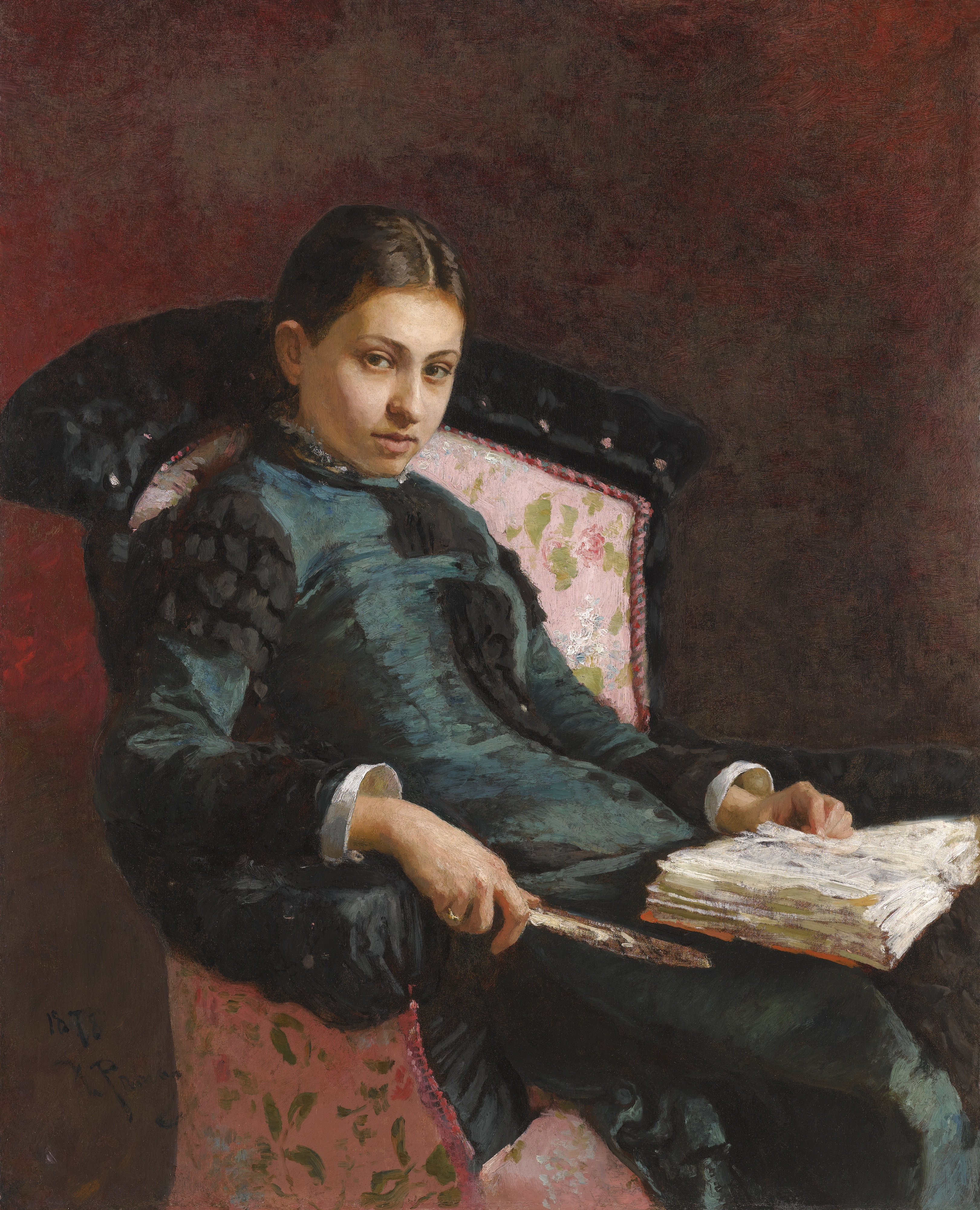
Zum Vergleich: Ilja Repin: Wera Repina, 1878

Die einundzwanzigjährige Künstlerin stellte Vera Repina sitzend als Kniestück dar. Es stammt aus ihrer realistischen Malperiode, als man sie allgemein „den russischen Rembrandt nannte.“ Geschult war sie an der russischen realistischen Malerei seiner Zeit, die sich am Hell-Dunkel der Niederländer und Spanier orientierte. Während sich Jawlensky als Anfänger noch im Zeichnen übte, war Werefkins detailgetreue, realistische Porträtmalerei in höheren Kreisen geschätzt.
In ihrem Gemälde versuchte Werefkin Vera Repina so lebensnah wie möglich einzufangen. Sie sitzt im Dreiviertelprofil vor einem wenig differenzierten Hintergrund. Gekleidet ist sie mit einem braunen Rock und einem dunkelblauen Oberteil ohne Muster mit langen Ärmeln. Nur deren Enden weisen einfache rote Verzierungen auf. Die Komposition prägt eine stark gedämpfte Farbigkeit. Davon weicht das weiße, halbdurchsichtige Schultertuch aus Tüll ab. Am Hals wurde es mit einem Überschlag gebunden. Mit leicht nach unten geneigtem Kopf ist die Aufmerksamkeit der jungen Frau auf ihre Strickarbeit konzentriert. Ihre am Hinterkopf zum Knoten gebundenen dunklen Haare weisen feine Lichtreflexe auf.
Die Künstlerin schuf eine plastische Gestalt, indem sie das den Realismus kennzeichnende, modulierende „Beleuchtungslicht“ nutzte. Dessen markante Merkmale Licht und Schatten veranschaulichte die Malerin lehrbuchartig am Kinn von Vera Repina, an deren Handgelenk oder der Partie, wo ihre Finger die Stricknadeln führen.
Als Detailbeobachtungen sind zu nennen, dass es auch in Russland wie in Deutschland und Österreich üblich war, den Ehering an der rechten Hand zu tragen, während in den meisten europäischen Ländern der Trauring am linken Ringfinger getragen wird. Weiterhin ist auf dem Schoß der Dargestellten eine Katze mit ausgestreckten Pfoten zu entdecken.

## Die Freundschaft mit Werefkin änderte Jawlenskys Leben
Jawlensky beschrieb in seinen Lebenserinnerungen seine erste Begegnung mit Werefkin in St. Petersburg und charakterisierte ihre damalige Malweise: „Rjepin nahm mich eines Tages mit zu seiner Schülerin Marianne Werefkin in die Peter-und-Paul-Festung, deren Kommandant ihr Vater, ein hoher General, war. Rjepin schätzte sie als Künstlerin sehr hoch. Er nannte sie immer ‚Turbaran‘. Während dieser Zeit malte Werefkin in Öl ziemlich große Bilder in dunklen Tönen und sehr präzis in der Form. Diese Bekanntschaft sollte mein Leben ändern. Ich wurde Freund von ihr, von dieser klugen, genial begabten Frau.“